# PeruSat-1
PeruSat-1 (PerúSAT-1) ist ein Erdbeobachtungssatellit des peruanischen Verteidigungsministeriums und wird von der staatlichen CONIDA (Comisión Nacional de Investigación y Desarrollo Aeroespacial, „Nationale Kommission für Weltraumforschung und -entwicklung“) unterhalten.
Er wurde am 16. September 2016 um 1:43 UTC mit einer Vega-Trägerrakete vom Raketenstartplatz Centre Spatial Guyanais (zusammen mit SkySat 4, 5, 6 und 7) in eine sonnensynchrone Umlaufbahn gebracht.
Der dreiachsenstabilisierte Satellit ist mit einem optischen Teleskop mit 65-cm-Spiegel ausgerüstet, das zum Teil aus Siliziumkarbid besteht und eine Auflösung von 70 cm erreicht (2 m Auflösung in Farbe mit vier Kanälen). Die Schwadbreite beträgt 20 km. Es soll Erdbeobachtungsdaten für das Militär, die Landwirtschaft, die Bekämpfung des Drogenhandels und den Katastrophenschutz liefern. Er wurde auf Basis des neuen AstroBus-S-Satellitenbusses der Airbus Defence and Space gebaut und wurde im April 2014 bestellt. Der auch „AstroBus-300“ genannte Satellitenbus basiert auf dem größeren AstroBus-500. Die Datenübertragung zur Erde erfolgt im X-Band mit 180 bis 310 MBit/s. Die Telemetrie und Steuerung erfolgt im S-Band.